# Marian Lupu
Marian Lupu (* 20. června 1966) je moldavský politik, v letech 2010 až 2012 byl prozatímním prezidentem Moldavska.

## Život
Narodil se v Bălți, když mu bylo 6 let, přistěhoval se s rodinou do Kišiněva. Jeho otec Ilie Ion Lupu (nar. 1938) byl profesor matematiky na Moldavské státní univerzitě a Ševčenkově univerzitě, autor a politický aktivista komunistické strany. Jeho otec svědčil ve prospěch re-legalizace komunistické strany poté, co byla zakázána v roce 1991. Jeho matka učila francouzštinu na Nicolae Testemițanu státní univerzitě medicíny a farmacie.
Marian Lupu byl členem Komsomolu v letech 1980 až 1988. Od roku 1988 do 1991 byl členem Komunistické strany Sovětského svazu.
Po střední škole Gheorghe Asachiho v Kišiněvě studoval ekonomii na Moldavské státní univerzitě (do roku 1987 ) a na Plechanovově ruské ekonomické akademii Moskvě (1987–1991), kde získal titul Ph.D.
Lupu absolvoval také kurzy makroekonomie u Mezinárodního měnového fondu ve Washingtonu DC (1994) a kurz mezinárodního obchodu u Světové obchodní organizace v Ženevě (1996).
Marian Lupu se oženil v roce 1992 a má dvě děti, Sandy a Cristiana. Kromě rodné rumunštiny mluví anglicky, francouzsky a rusky.

## Vrcholná politika

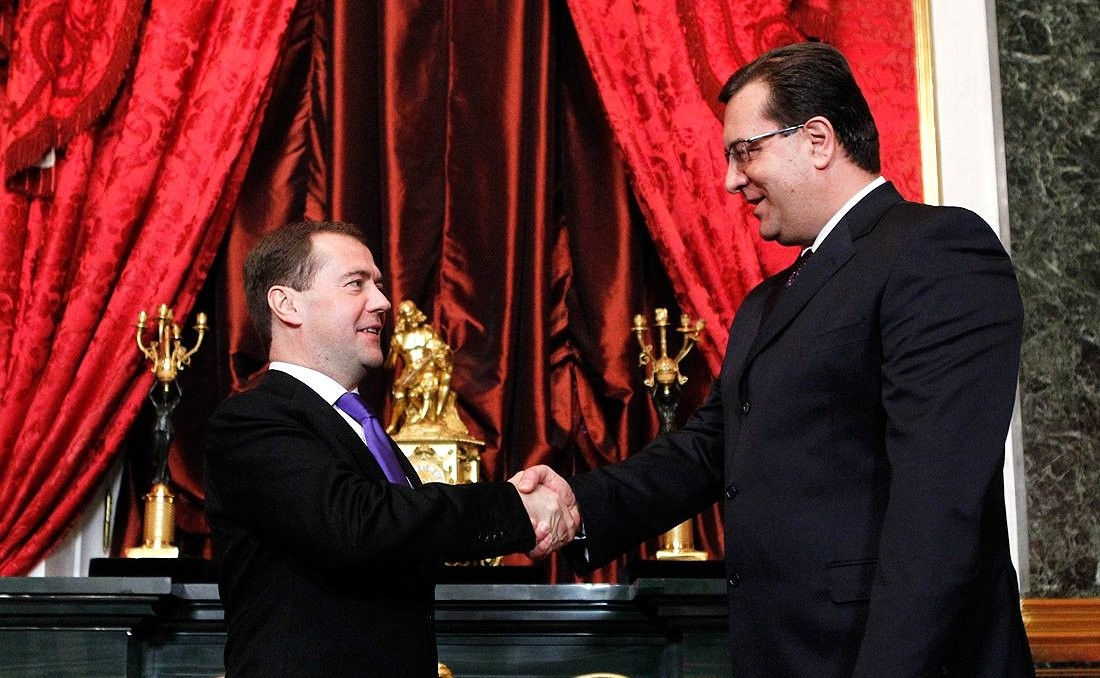
Lupu s někdejším ruským prezidentem Medveděvem

Od června 2001 byl prvním náměstkem ministra hospodářství v nové komunistické vládě Vasile Tarleva. O dva roky později se stal ministrem hospodářství (5. srpna 2003 do 24. března 2005).
Předsedou parlamentu byl již v období od března 2005 do května 2009. Stejnou funkci opět zastával od 30. prosince 2010. Z titulu této funkce byl do 16. března 2012 zároveň prozatímním prezidentem Moldavska, kdy ho nahradil řádně zvolený prezident Nicolae Timofti.

## Vyznamenání
- Řád republiky – Moldavsko, 2014[2]